# 中美平等新约
《中美新约》，全名《中美關於取消美國在華治外法權及處理有關問題條約》，又稱《中美平等新約》，是美國與中華民國於1943年1月11日簽署的條約，條約中美國放棄在中國的領事裁判權。條約由中國駐美大使魏道明與美國國務卿科德爾·赫爾在美國首都華盛頓簽訂。
條約主要内容是美國放弃领事裁判权與内河航行权，废止辛丑条约及其附件。領事裁判權廢除後，中國司法權才完全獨立，因此中華民國政府定1月11日為「司法節」。

## 條約內容

### 前言
中華民國美利堅合眾國為欲重視兩國人民間素來之友好關係，並以平等與主權國家之資格，表示共同志願，使彼此所承認規定人類關係之高尚原則得以發揚光大，決定訂立條約，以謀調整兩國間有關事項，各派全權代表如左（即如下）：
- 中華民國國民政府主席特派：駐美利堅合眾國特命全權大使魏道明；
- 美利堅合眾國大總統特派：外交部部長赫爾；

兩全權代表各將所奉全權證書互相校閱，均屬妥善，議定條約如左：

### 條款
| 第一條： 現行中華民國與美利堅合眾國間之條約與協定凡授權美利堅合眾國政府或其代表實行管轄在中華民國領土內美利堅合眾國人民之一切條款，茲特撤銷作廢。美利堅合眾國人民在中華民國領土內，應依照國際公法之原則及國際慣例受中華民國政府之管轄。 第二條： 美利堅合眾國政府認為1901年9月7日中國政府與他國政府，包括美利堅合眾國政府，在北京簽訂之議定書應行取消；並同意該議定書及其附件所給予美利堅合眾國政府之一切權利應予終止。美利堅合眾國政府願協助中華民國政府與其他有關政府成立必要之協定，將北平使館界之行政與管理，連同使館界之一切官有資產與官有義務移交於中華民國政府。並相互了解中華民國政府於接收使館界行政與管理時，應釐定辦法擔任並履行使館界之官有義務及債務，並承認及保護該界內之一切合法權利。在北平使館界內已劃與美利堅合眾國政府之土地，其上建有屬於美利堅合眾國政府之房屋，中華民國政府允許美利堅合眾國政府政府為公務上之目的有繼續使用之權。 第三條： 美利堅合眾國政府認為上海及廈門公共租界之行政與管理應歸還中華民國政府；并同意凡關於上述租界給予美利堅合眾國政府之權利應予終止。美利堅合眾國政府願協助中華民國政府與其他有關政府成立必要之協定，將上海及廈門公共租界之行政與管理連同上述租界之一切官有資產及官有義務，移交於中華民國政府。並相互了解中華民國政府於接收上述租界行政與管理時，應釐定辦法擔任并履行上述租界之官有義務及債務，并承認及保護該界內之一切合法權利。 第四條： 為免除美利堅合眾國人民（包括公司及社團）或政府在中華民國領土內現有關於不動產之權利發生任何問題，尤為免除各條約及協定之各條款因本約第一條規定廢止而可能發生之問題起見，雙方同意上述現有之權利不得取消作廢，並不得以任何理由加以追究；依照法律手續提出證據證明此項權利係以詐欺或類似詐欺或其他不正當之手段所取得者不在此限。同時相互了解此項權利取得時所根據之官廳手續，如日後有任何變更之處，該項權利不得因之作廢。雙方並同意此項權利應受中華民國關於徵收稅捐、徵用土地及有關國防各項法令之約束，並不得移轉於第三國政府或人民（包括公司及社團）。雙方並同意中華民國政府對於美利堅合眾國人民或政府持有之不動產永租契或其他證據，如欲另行換發新所有權狀時，中國官廳當不徵收任何費用。此項新所有權狀應充分保障上述租契或其他證據之持有人與其合法之繼承人及受讓人，並不得減損其原來權益，包括轉讓權在內。雙方并同意中國官廳不得向美利堅合眾國人民或政府要求繳納涉及本約發生效力以前有關土地移轉之任何費用。 第五條： 美利堅合眾國政府對於中華民國人民在美利堅合眾國全境內，早已予以旅行居住及經商之權利。中華民國政府同意對於美利堅合眾國人民在中華民國領土內，予以相同之權利。兩國政府在各該國管轄所及之領土內，盡力給予對方國人民關於各項法律手續、司法事件之處裡，及各種租稅之徵收與其有關事項，不得低於所給本國人民之待遇（即國民待遇原則）。 第六條： 中華民國政府與美利堅合眾國政府相互同意彼此領事官經對方給予執行職務證書後，得在對方國雙方同意之口岸地方與城市駐紮。兩國之領事官在其領事區內應有與其本國人民會晤、通訊以及指示之權。倘其本國人民在其領事區內被拘留、逮捕、監禁或聽候審判時，應立即通知該領事官，該領事官於通知主管官廳後，得探視此等人民。總之，兩國之領事官應享有現代國際慣例所給予之權利、特權與豁免。雙方并同意對方人民在此國領土內，有隨時與領事官通訊之權。對方人民在此國之領土內被拘留、逮捕、監禁或聽候審判者，其與領事官之通訊，地方官廳應予傳遞。 第七條： 中華民國政府與美利堅合眾國政府相互同意，經一方之請求或於現在抵抗共同敵國之戰事停止後，至遲6個月內進行談判，簽訂一現代廣泛之友好通商通航設領條約。此項條約將以近代國際程序與中華民國政府及美利堅合眾國政府近年來與他國政府所締結之近代條約中所表現之國際公法原則與國際慣例為根據。前項廣泛條約未經訂立以前，倘日後遇有涉及中華民國領土內美利堅合眾國人民（包括公司及社團）或政府權利之任何問題發生而不再本約範圍內，或不再中華民國政府與美利堅合眾國政府間現行而未經本約廢止，或與本約不相牴觸之條約、專約及協定之範圍內者，應由兩國政府代表會商，依照普通承認之國際公法原則及近代國際慣例解決之。 第八條： 本約自互換批准書之日起發生效力。本約應予批准，批准書應於華盛頓迅速互換。本約於中華民國32年1月11日即1943年1月11日在華盛頓簽字蓋印。中文及英文各2份，中文、英文有同等之效力。 魏道明 （簽字） 赫 爾 （簽字） |

## 紀念
1945年7月，中華民國郵政總局發行平等新約紀念郵票，紀念中、英、美3國簽訂平等新約。